# Campeonato Mundial de Triatlón de 2014
El XXVI Campeonato Mundial de Triatlón es una serie de ocho competiciones donde la Gran Final se celebró en Edmonton (Canadá) del 31 de agosto al 1 de septiembre de 2014. Fue realizado bajo la organización de la Unión Internacional de Triatlón (ITU).

## Etapas
| Fecha                          | Lugar                        | Tipo       |
| ------------------------------ | ---------------------------- | ---------- |
| 5 – 6 de abril                 | Auckland ( Nueva Zelanda)    | Estándar   |
| 26 – 27 de abril               | Ciudad del Cabo ( Sudáfrica) | Estándar   |
| 17 – 18 de mayo                | Yokohama ( Japón)            | Estándar   |
| 31 de mayo – 1 de junio        | Londres ( Reino Unido)       | Sprint     |
| 28 – 29 de junio               | Chicago ( Estados Unidos)    | Estándar   |
| 12 – 13 de julio               | Hamburgo ( Alemania)         | Sprint     |
| 23 – 24 de agosto              | Estocolmo ( Suecia)          | Estándar   |
| 31 de agosto – 1 de septiembre | Edmonton ( Canadá)           | Gran Final |

## Resultados

### Medallistas
| Evento    | Oro                                     | Plata                                | Bronce                                  |
| --------- | --------------------------------------- | ------------------------------------ | --------------------------------------- |
| Masculino | Javier Gómez Noya · España · 4860 pts.  | Mario Mola · España · 4601 pts.      | Jonathan Brownlee Reino Unido 4501 pts. |
| Femenino  | Gwen Jorgensen Estados Unidos 5085 pts. | Sarah Groff Estados Unidos 3987 pts. | Andrea Hewitt Nueva Zelanda 3845 pts.   |

### Masculino
| Evento          | Oro                           | Plata                         | Bronce                        |
| --------------- | ----------------------------- | ----------------------------- | ----------------------------- |
| Auckland        | Javier Gómez Noya · España    | Jonathan Brownlee Reino Unido | Aaron Royle Australia         |
| Ciudad del Cabo | Javier Gómez Noya · España    | Jonathan Brownlee Reino Unido | Dmitri Polianski · Rusia      |
| Yokohama        | Javier Gómez Noya · España    | Mario Mola · España           | Richard Murray Sudáfrica      |
| Londres         | Mario Mola · España           | Richard Murray Sudáfrica      | João Pereira Portugal         |
| Chicago         | Javier Gómez Noya · España    | João Pereira Portugal         | Mario Mola · España           |
| Hamburgo        | Alistair Brownlee Reino Unido | Vincent Luis Francia          | Jonathan Brownlee Reino Unido |
| Estocolmo       | Jonathan Brownlee Reino Unido | Alistair Brownlee Reino Unido | Gregor Buchholz · Alemania    |
| Edmonton        | Alistair Brownlee Reino Unido | Mario Mola · España           | Javier Gómez Noya · España    |

### Femenino
| Evento          | Oro                           | Plata                       | Bronce                        |
| --------------- | ----------------------------- | --------------------------- | ----------------------------- |
| Auckland        | Jodie Stimpson Reino Unido    | Anne Haug · Alemania        | Helen Jenkins Reino Unido     |
| Ciudad del Cabo | Jodie Stimpson Reino Unido    | Helen Jenkins Reino Unido   | Gwen Jorgensen Estados Unidos |
| Yokohama        | Gwen Jorgensen Estados Unidos | Ai Ueda Japón               | Agnieszka Jerzyk · Polonia    |
| Londres         | Gwen Jorgensen Estados Unidos | Sarah Groff Estados Unidos  | Emma Jackson Australia        |
| Chicago         | Gwen Jorgensen Estados Unidos | Helen Jenkins Reino Unido   | Juri Ide Japón                |
| Hamburgo        | Gwen Jorgensen Estados Unidos | Emma Jackson Australia      | Kirsten Sweetland · Canadá    |
| Estocolmo       | Sarah Groff Estados Unidos    | Andrea Hewitt Nueva Zelanda | Nicky Samuels Nueva Zelanda   |
| Edmonton        | Gwen Jorgensen Estados Unidos | Andrea Hewitt Nueva Zelanda | Nicky Samuels Nueva Zelanda   |

## Medallero
| Núm. | País           | Oro | Plata | Bronce | Total |
| ---- | -------------- | --- | ----- | ------ | ----- |
| 1    | España         | 1   | 1     | 0      | 2     |
| 1    | Estados Unidos | 1   | 1     | 0      | 2     |
| 3    | Nueva Zelanda  | 0   | 0     | 1      | 1     |
| 3    | Reino Unido    | 0   | 0     | 1      | 1     |
|      | TOTAL          | 2   | 2     | 2      | 6     |